# Acerella tiarnea
Acerella tiarnea är en urinsektsart som först beskrevs av Berlese 1908.  Acerella tiarnea ingår i släktet Acerella och familjen lönntrevfotingar. Inga underarter finns listade i Catalogue of Life.